# Dexketoprofene
Il dexketoprofene è una molecola, derivato dell'acido propionico, appartenente alla classe dei farmaci antinfiammatori non steroidei (FANS).
Il farmaco è commercializzato nella forma di sale di trometamolo, un sale solubile in acqua dell'enantiomero destrogiro della miscela racema del FANS ketoprofene.
Il farmaco è dotato di proprietà di tipo analgesico, antinfiammatorio e antipiretico. In Italia il farmaco è venduto dalla società farmaceutica Menarini con i nomi commerciali di Enantyum e Fastumdol, nella forma farmaceutica di compresse rivestite e granulato per soluzione orale.

## Farmacodinamica
Il meccanismo d'azione di dexketoprofene è sostanzialmente da imputare alle proprietà inibitorie della biosintesi delle prostaglandine: viene così impedita la produzione di mediatori dell'infiammazione (e del dolore) come le prostacicline e le prostaglandine. La ridotta sintesi di prostaglandine è secondaria alla inibizione da parte del farmaco dell'enzima prostaglandina-endoperossido sintasi conosciuta anche come ciclossigenasi. L'inibizione determinata dal farmaco non è specifica e pertanto coinvolge sia la ciclossigenasi 1 (COX-1) che la ciclossigenasi 2 (COX-2).

## Farmacocinetica
Dopo somministrazione orale dexketoprofene viene ampiamente assorbito dal tratto gastrointestinale. La concentrazione plasmatica massima (Cmax) viene raggiunta dopo circa 30 minuti (Tmax) dalla assunzione (con un range di 15-60 minuti). L'assunzione del farmaco con cibo determina una lieve riduzione della Cmax ed un ritardo di Tmax.
Il legame con le proteine plasmatiche è decisamente elevato e pari al 99%. Nell'organismo il farmaco viene metabolizzato tramite processi di glucuronazione. L'eliminazione avviene prevalentemente per via urinaria: dal 70 all'80% di una dose somministrata viene rinvenuta nelle urine entro 12 ore dalla assunzione.
Nei soggetti anziani l'eliminazione del farmaco è ridotta ed il declino della funzionalità renale in questa popolazione richiede una maggiore cautela nel dosaggio.

## Usi clinici
Il farmaco viene impiegato nel trattamento sintomatico del dolore, da lieve a moderato, ed in particolare per ridurre la flogosi in numerosi processi infiammatori muscolo-articolari. Viene inoltre utilizzato nella terapia della artrite reumatoide, osteoartrite, artropatie ed osteoartrosi, spondilite anchilosante, nella dismenorrea nell'attacco acuto di emicrania nel dolore dentale e nel dolore post-chirurgico.

## Effetti collaterali ed indesiderati
In corso di trattamento con dexketoprofene gli effetti avversi più spesso evidenziati sono di natura gastrointestinale e comprendono: dispepsia, secchezza delle fauci, nausea, vomito, flatulenza, diarrea oppure costipazione, dolore addominale, gastriti. Raramente si registrano ulcera peptica, ed emorragia o perforazione da ulcera peptica, o pancreatiti.
Più frequente invece la comparsa di disturbi della cute e del tessuto sottocutaneo tra cui eruzioni cutanee, rash, sindrome di Stevens-Johnson, necrolisi epidermica tossica (Sindrome di Lyell), prurito e reazione di fotosensibilità.
Altri effetti avversi segnalati sono cefalea, capogiro, sonnolenza, vertigine e tinnito, palpitazioni, brividi e vampate di calore.

## Controindicazioni
Il farmaco è controindicato in soggetti con ipersensibilità nota al principio attivo oppure ad uno qualsiasi degli eccipienti. È inoltre controindicato in soggetti con anamnesi di ulcera peptica attiva oppure di emorragia e perforazione intestinale dopo assunzione di FANS.
Dexketoprofene è inoltre controindicato nei pazienti in cui in precedenza si siano scatenate crisi di asma, rinite acuta, angioedema od orticaria in risposta alla assunzione di acido acetilsalicilico, ibuprofene o altri FANS. Infine dexketoprofene non deve essere assunto da soggetti con diatesi emorragica e disturbi della coagulazione, affetti da insufficienza cardiaca grave, insufficienza epatica grave, ed insufficienza renale moderata o severa. Deve esserne evitato l'utilizzo anche da parte delle donne che si trovano nell'ultimo trimestre di gravidanza e nelle donne che allattano al seno.

## Dosi terapeutiche
Nei soggetti adulti il dosaggio iniziale consigliato è di 12,5 mg ogni 4-6 ore oppure di 25 mg ogni 8 ore. La dose complessiva giornaliera non deve oltrepassare i 75 mg.
Come per altri FANS gli effetti avversi sono minimizzati con il ricorso alla più bassa dose efficace e per la durata di trattamento, che occorre per controllare i sintomi, più breve possibile. Poiché il farmaco è eliminato per via renale è necessario ricorrere, conservativamente, ad un aggiustamento della dose di dexketoprofene in soggetti con compromissione della funzionalità renale

## Sovradosaggio
In soggetti con assunzione eccessiva di dexketoprofene, accidentale o volontaria, è necessario intraprendere quanto prima una adeguata terapia di supporto. Se l'assunzione è recente è possibile ricorrere alla lavanda gastrica ed alla somministrazione di carbone attivato. È opportuno il monitoraggio clinico del paziente e delle sue funzioni vitali. Dexketoprofene può essere eliminato dall'organismo ricorrendo all'emodialisi.